# Tequilavulkaan
De Tequilavulkaan (Spaans: Volcán de Tequila) is een vulkaan in de Mexicaanse deelstaat Jalisco, nabij het plaatsje Santiago de Tequila.
De Tequilavulkaan is een dode dan wel slapende vulkaan; de laatste uitbarsting was vermoedelijk 20.000 v.Chr. De vulkaan vormt dan ook geen bedreiging voor de nabijgelegen dorpen.